# コディ・エプリー
コディ・アレン・エプリー（Cody Allen Eppley, 1985年10月8日 - ）は、ペンシルベニア州ディルズバーグ出身の元プロ野球選手（投手）。

## 経歴

### プロ入りとマイナー時代
2008年にテキサス・レンジャーズからドラフト43巡目で指名されて入団。この年は、ルーキー級のアリゾナ・レンジャーズとA級ミッドウェストリーグのクリントンでプレーした。
2009年はA級サウス・アトランティックリーグのヒッコリーでプレー。
2010年はA＋級カリフォルニア・リーグのベイカーズフィールドで開幕を迎え、5月にAA級テキサスリーグのフリスコ、7月にはAAA級パシフィックコーストリーグのオクラホマシティに昇格した。
2011年は、開幕をAAA級ラウンドロックで迎え、4月23日にメジャーに昇格した。5月にはマイナーに戻された。

### ヤンキース時代
2012年は開幕前にレンジャーズの40人枠から外され、ウェーバーでニューヨーク・ヤンキースに移籍した。AAA級インターナショナルリーグのスクラントンで開幕を迎え、4月19日にメジャーに昇格した。
2013年6月5日にヤンキースから放出された。

### ヤンキース退団後
2013年6月14日にミネソタ・ツインズとマイナー契約を結んだ。AAA級ロチェスター・レッドウイングスでプレーしていたが、8月20日に放出された。アトランティックリーグのランカスター・バーンストーマーズで6試合に出場した。11月26日にピッツバーグ・パイレーツとマイナー契約を結んだ。
2014年6月19日に解雇となり、その後ランカスター・バーンストーマーズに復帰した。
2015年もランカスターと契約するが、6月3日にトレードでサザンメリーランド・ブルークラブスに移籍。
2016年3月31日にサザンメリーランド・ブルークラブスと再契約。2018年まで所属した。
2019年3月28日、再びランカスター・バーンストーマーズと契約した。

### 引退後
2020年からはランカスター・バーンストーマーズの投手コーチに就任したが、同年限りで退任した。

## 選手としての特徴
右のワンポイント要員として起用されることが多いサイドスロー投手。球種は、80マイル台後半のフォーシーム、スライダー、シンカーを繰り出す。

## 詳細情報

### 年度別投手成績
| 年 度     | 球 団     | 登 板 | 先 発 | 完 投 | 完 封 | 無 四 球 | 勝 利 | 敗 戦 | セ 丨 ブ | ホ 丨 ル ド | 勝 率 | 打 者 | 投 球 回 | 被 安 打 | 被 本 塁 打 | 与 四 球 | 敬 遠 | 与 死 球 | 奪 三 振 | 暴 投 | ボ 丨 ク | 失 点 | 自 責 点 | 防 御 率 | W H I P |
| --------- | --------- | ----- | ----- | ----- | ----- | -------- | ----- | ----- | -------- | ----------- | ----- | ----- | -------- | -------- | ----------- | -------- | ----- | -------- | -------- | ----- | -------- | ----- | -------- | -------- | ------- |
| 2011      | TEX       | 10    | 0     | 0     | 0     | 0        | 1     | 1     | 0        | 2           | .500  | 43    | 9.0      | 11       | 3           | 5        | 1     | 1        | 6        | 1     | 0        | 8     | 8        | 8.00     | 1.78    |
| 2012      | NYY       | 59    | 0     | 0     | 0     | 0        | 1     | 2     | 0        | 9           | .333  | 194   | 46.0     | 46       | 3           | 17       | 2     | 0        | 32       | 2     | 0        | 19    | 17       | 3.33     | 1.37    |
| 2013      | NYY       | 2     | 0     | 0     | 0     | 0        | 0     | 0     | 0        | 0           | ----  | 8     | 1.2      | 4        | 0           | 0        | 0     | 0        | 1        | 2     | 0        | 4     | 4        | 21.60    | 2.40    |
| 通算：3年 | 通算：3年 | 71    | 0     | 0     | 0     | 0        | 2     | 3     | 0        | 11          | .400  | 245   | 56.2     | 61       | 6           | 22       | 3     | 1        | 39       | 5     | 0        | 31    | 29       | 4.61     | 1.46    |

- 2013年度シーズン終了時